# Galerina septentrionalis
Galerina septentrionalis är en svampart som beskrevs av A.H. Sm. 1964. Galerina septentrionalis ingår i släktet Galerina och familjen Strophariaceae.   Inga underarter finns listade i Catalogue of Life.